# Heterachthes taquatinga
Heterachthes taquatinga là một loài bọ cánh cứng trong họ Cerambycidae.